# Luján (partido)
Luján (Partido de Luján) is een partido in de Argentijnse provincie Buenos Aires. Het bestuurlijke gebied telt 93.992 inwoners. Tussen 1991 en 2001 steeg het inwoneraantal met 16,55 %.

## Plaatsen in partido Luján
- Carlos Keen
- Cortines
- José María Jáuregui
- Luján
- Olivera
- Open Door
- Torres